# Туристичка организација Голубац
| Туристичка организација Голубац |                                                      |
|                                 |                                                      |
| Оснивач:                        | Општина Голубац                                      |
| Основана:                       | 1998.                                                |
| Седиште:                        | Горана Тошића Мачка 1, · Голубац Србија              |
| Веб презентација                | ТО Голубац Архивирано на веб-сајту (13. јануар 2022) |
| Контакт:                        | 012/638-614                                          |

Туристичка организација Голубац је једна од јавних установа општине Голубац, основана 25. јуна 1998. године, са циљем да на најбољи могући начин презентује туристичко рекреативну понуду и историјске споменике Голупца и околине, као и да представља регион на свим домаћим и светским манифестацијама.
Организација је остварила значајну сарадњу са свим осталим туристичким организацијама, као и веома добра интеракција са кровном Туристичком организацијом Србије у домену размене информација, помоћи страним и домаћим туристима да боље упознају како нашу тако и туристичку понуду наше земље.

## Инфо центар
У оквиру Туристичке организације послује савремени Инфо центар који је намењен пролазницима, индивидуалним туристима и туристичким групама као стручна помоћ и инфо сервис за сва питања везана за богату туристичко – рекреативну понуду општине Голубац. Услуге инфо центра су:
- Продаја сувенира,
- Приватан смештај – инфо,
- Резервација соба и кућа за одмор,
- Рентирање бицикала,
- Рентирање штапова за пецање,
- Kоришћење интернета,
- Услуге водича екскурзија и малих група.